# Аббасов Азат Зінатович
Аббасов Азат Зінатович (19 січня 1925 — 11 жовтня 2006) — татарський оперний співак, лірико-драматичний тенор. Народний артист СРСР (1977).

## Біографія
Народився у Єлабузі. По закінченні Казанського авіаційного технікуму у 1943 став працювати на Казанському вертолітному заводі. Друг сім'ї, композитор Саліх Сайдашев, почувши як Азат співає, порадив йому навчитися співати. 1944 року Азат вступає до національної оперної студії у Москві, по її закінченні пеовертається у Казань.
з 1950 року — незмінний соліст Татарського театру опери і балету. Як один із відомих солістів опери виконав понад сто партій у виставах театру, створив низку захоплюючих образів героїв у шедеврах світової та російської класики. Мав чітку дикцію та високу культуру.

## Нагороди та звання
- Заслужений артист ТАССР
- Заслужений артист РРФСР[1]
- Народний артист РРФСР (1966)[2]
- Державна премія Татарської АРСР ім. Тукая (1971).
- Народний артист СРСР (1977)